# شانون کوک
شانون کوک (متولد شانون شیائو لونگ کوک چون؛ ۹ فوریه ۱۹۸۷) یک هنرپیشه اهل آفریقای جنوبی است. او بیشتر به خاطر بازی در سریال‌های تلویزیونی دگراسی: نسل بعدی (۲۰۱۰–۲۰۱۱)، کارمیلا (۲۰۱۵–۲۰۱۶)، شکارچیان سایه (۲۰۱۷)، توماس در فرنچایز ترسناک دنیای سینمایی احضار (۲۰۱۳–۲۰۲۱) و ۱۰۰ نفر (۲۰۱۸–۲۰۲۰) و همچنین نقش درو شناخته می‌شود.
کوک چون در ژوهانسبورگ، آفریقای جنوبی از پدری موریتیایی چینی تبار و مادری آفریقایی جنوبی با تبار کیپ رنگی متولد شد. او سپس به مونترال نقل مکان کرد تا در مدرسه تئاتر ملی کانادا شرکت کند.

## فیلم‌شناسی

### فیلم
| سال  | عنوان                      | نقش             | یادداشت          |
| ---- | -------------------------- | --------------- | ---------------- |
| ۲۰۱۰ | ورونا                      | زان             |                  |
| ۲۰۱۲ | مرثیه ای برای عاشقانه      | یون             | نقش صدا          |
| ۲۰۱۳ | احضار                      | درو توماس       |                  |
| ۲۰۱۳ | امپراتوری خاک              | فرشته           |                  |
| ۲۰۱۳ | فصل شکار                   | جیسون           |                  |
| ۲۰۱۴ | افراد قابل اعتماد          | ویک اسکینر      |                  |
| ۲۰۱۴ | مجردهای کثیف               | ایان            |                  |
| ۲۰۱۵ | مکان‌های تاریک              | تری تیپانو جوان |                  |
| ۲۰۱۵ | یک داستان ترسناک کریسمس    | دیلن            |                  |
| ۲۰۱۶ | احضار ۲                    | درو توماس       |                  |
| ۲۰۱۷ | مرد خوار                   | اسپنسر          |                  |
| ۲۰۱۹ | جالوت                      | دیلن            | همچنین تهیه‌کننده |
| ۲۰۲۱ | احضار: شیطان مرا وادار کرد | درو توماس       |                  |
| ۲۰۲۲ | کریسمس بزرگ خانواده چاق    | هنری            |                  |
| ۲۰۲۳ | پادشاه قاتلان              | رن هیرو         | پس تولید         |

### تلویزیون
| سال       | عنوان              | نقش            | یادداشت                           |
| --------- | ------------------ | -------------- | --------------------------------- |
| ۲۰۰۹      | اریکا بودن         | کندریک کوان    | قسمت: "انقلاب فرهنگی"             |
| ۲۰۰۹      | مرز                | یوان دوآ       | قسمت: "بوس و گریه کن"             |
| ۲۰۰۹      | Cra$h &amp; Burn   | بنی            | قسمت: "رئیس می‌آید"                |
| ۲۰۱۰      | شهرستان دورهام     | دیوید چو       | ۵ قسمت                            |
| ۲۰۱۰–۲۰۱۱ | دگراسی: نسل بعدی   | زین پارک       | ۱۹ قسمت                           |
| ۲۰۱۰–۲۰۱۱ | باکستر             | دیون فیلیپس    | ۱۰ قسمت                           |
| ۲۰۱۰      | هارون استون        | کینه           | ۲ قسمت                            |
| ۲۰۱۱      | آبی تازه‌کار        | پیت سان        | قسمت: "فضل خدا"                   |
| ۲۰۱۲      | سیزدهم: سری        | ویکتور گونگ    | ۲ قسمت                            |
| ۲۰۱۳      | هولیداز            | کارل جانسون    | فیلم تلویزیونی                    |
| ۲۰۱۵–۲۰۱۶ | کارمیلا            | تئو استراکا    | ۶ قسمت                            |
| ۲۰۱۶      | چشم‌های خصوصی       | جی لی          | قسمت: "کارائوکه محرمانه"          |
| ۲۰۱۷      | گنجانده شده‌است     | فرمانده توبیاس | ۲ قسمت                            |
| ۲۰۱۷      | ارتفاعات تورنوود   | جیمی چن        | قسمت: "رازهای مرگبار کنار دریاچه" |
| ۲۰۱۷      | دویدن با بنفشه     | استوارت        | ۵ قسمت                            |
| ۲۰۱۷      | شکارچیان سایه      | دانکن          | ۲ قسمت                            |
| ۲۰۱۸–۲۰۲۰ | ۱۰۰                | جردن گرین      | ۱۹ قسمت                           |
| ۲۰۱۹      | تکانه              | وسلی کیدو      | ۲ قسمت                            |
| ۲۰۲۰      | بیدار شد           | زیگی           | ۲ قسمت                            |
| ۲۰۲۱      | نانسی درو          | اعطا کردن      | ۵ قسمت                            |
| ۲۰۲۱      | انجمن بندیکت مرموز | آقای اوشیرو    | ۲ قسمت                            |
| ۲۰۲۲      | ریچر               | تونی سوان      | قسمت شماره ۲٫۱                    |